# 罗斯·布洛姆菲尔德
罗斯·布洛姆菲尔德（英語：Ross Blomfield，20世纪—），新西兰男子赛艇运动员。他曾代表新西兰参加瑞士卢塞恩举行的1974年世界赛艇锦标赛，获得男子八人单桨有舵手铜牌。